# Розтріщеник
Розтріщеник (Schistidium) — рід рослин родини мохових Grimmiaceae.
Рід містить 149 видів і поширений на всіх континентах, у т. ч. Антарктиді.

## Характеристика
Види Schistidium утворюють подушкоподібні газони. Окремі рослини, прямовисні чи лежачі, більш-менш сильно розгалужені, мають яйцюваті чи ланцетні, тупі чи загострені листки з чітким ребром, що тягнеться до кінчика листка чи ненадовго виступає. Краї листків плоскі чи загорнуті. Клітини пластинки зазвичай квадратні у верхній частині та подовжені в нижній частині листка. Верхня частина листка й особливо краї часто багатошарові. Спорові коробочки, які майже завжди присутні у великій кількості на зазвичай досить короткій ніжці.